# Benjamin Silliman
Benjamin Silliman, född 8 augusti 1779 i North Stratford, numera Trumbull, Connecticut, död 24 november 1864 i New Haven, Connecticut, var en amerikansk kemist och mineralog; far till Benjamin Silliman den yngre.
Silliman var professor vid Yale College i New Haven 1804-53 och skrev bland annat Journal of Travels in England, Holland and Scotland in 1805-06 (1810; andra upplagan 1820) samt A Visit to Europe in 1851 (1853; sjätte upplagan 1858). Genom skrifter och föredrag verkade han för övrigt mycket för naturvetenskapernas utveckling i USA. Han utgav 1818-45 (från 1838 tillsammans med sonen) American Journal of Science. Det av Norman Levi Bowen upptäckta mineralet sillimanit är uppkallat efter honom.